# Closteromorpha
Closteromorpha is een geslacht van vlinders van de familie uilen (Noctuidae), uit de onderfamilie Hadeninae.

## Soorten
- C. cupreiplaga Hampson, 1914
- C. modesta Butler, 1878
- C. reniplaga Felder, 1874